# Roger Bootle-Wilbraham (7e baron Skelmersdale)
Pour les articles homonymes, voir Bootle (homonymie) et Wilbraham.
Roger Bootle-Wilbraham, 7e baron Skelmersdale (2 avril 1945 - 31 octobre 2018), est un homme politique britannique et membre conservateur de la Chambre des lords.

## Biographie
Il fait ses études au Collège d'Eton.
À partir de 1972, Lord Skelmersdale et son épouse Christine possèdent et exploitent Broadleigh Gardens, un centre horticole à Barr House, Bishops Hull, Taunton, Somerset.
Lord Skelmersdale accède à la pairie en 1973 à la mort de son père Lionel Bootle-Wilbraham, 6e baron Skelmersdale. Il est nommé whip de la Chambre des Lords dans le gouvernement de Margaret Thatcher en 1981, occupant ce poste jusqu'en 1986. Il rejoint ensuite le ministère de l'Environnement en tant que sous-secrétaire d'État parlementaire, puis le ministère de la Santé et de la Sécurité sociale en 1987 avant sa scission en 1988.
Lord Skelmersdale reste au Département de la sécurité sociale jusqu'en 1989, date à laquelle il passe au Bureau pour l'Irlande du Nord, servant jusqu'à la fin du mandat de Margaret Thatcher en novembre 1990. Il n'est pas reconduit dans ses fonctions par John Major.
Avec l'adoption de la House of Lords Act 1999, Lord Skelmersdale, avec presque tous les autres pairs héréditaires, perd son droit automatique de siéger à la Chambre des Lords. Il est cependant élu comme l'un des quatre-vingt-douze pairs héréditaires élus à rester à la Chambre des Lords en attendant l'achèvement de la réforme de la Chambre des Lords.
Lord Skelmersdale est, à partir de 2006, ministre fantôme conservateur du ministère du Travail et des Pensions, membre de la première équipe de David Cameron, cependant, il n'est pas devenu ministre au sein du ministère de Cameron en 2010.
Il est vice-président des comités de 1991 à 2003 (et vice-président de 1995), puis de 2010  à 2014.
Lord Skelmersdale est un joueur de bridge et un membre du groupe de bridge parlementaire multipartite.
Lord Skelmersdale est décédé le 31 octobre 2018 à l'âge de 73 ans.